# Лутка
Лутка је играчка направљена у облику људи. Лутке се осим за забаву деце, користе и у кројачком занату као модели, а честе су и у излозима радњи за продају одевних предмета. Такође, постоје и лутке које се користе за обучавање из познавања прве помоћи, за тестирање аутомобила приликом судара, а неке се користе и у филмовима; посебно у опасним сценама у којима није могуће да глуме људи. Постоје и посебне секси лутке које се продају као сексуална помагала у специјализованим продавницама. Ипак, у људској историји, лутке су се најпре појавиле као играчке.

## Историја
Сматра се да су се прве лутке појавиле још у заједницама праисторијских људи, тако да прапостојбина лутака и уопште играчака не постоји. У праисторији одрасли су девојчицама правили лутке од печене земље. Тадашње лутке су биле и од комада дрвета са чвором који је представљао главу. Данас се зна да су девојчице у Индији и Персији такође имале лутке, као и мале Индијанке.
Најстарије играчке икад нађене у Египту јесу између осталих и лутке. Као и друге играчке прављене су од дрвета и глине.
У старој Грчкој и старом Риму лутке су коришћене у верским обредима; девојке које су биле стасале за удају, посвећивале су лутке својим богињама, као што су Венера и Дијана.
Производња лутака траје већ стотинама година. Немачки град Нирнберг је постао важан центар ове индустрије током 15. века и дуго је успео да задржи свој статус. Лутке које су се производиле у Немачкој током наредна четири века данас постижу велику вредност међу колекционарима.

### Рана историја и традиционалне лутке
Најраније лутке су направљене од доступних материјала као што су глина, камен, дрво, кост, слоновача, кожа или восак. Археолошки докази постављају лутке као водећег кандидата за најстарију познату играчку. Дрвене лопатичасте лутке пронађене су у египатским гробницама које датирају још из 21. века пре нове ере. Лутке са покретним удовима и одећом која се може скинути датирају из најмање 200. године пре нове ере. Археолози су открили грчке лутке направљене од глине и зглобне на боковима и раменима. Крпене лутке и плишане животиње су такође биле популарне, али ниједан примерак тих лукака није очуван до данас. Приче из античке Грчке око 100. године нове ере показују да су лутке користиле девојчице као играчке. У старом Риму лутке су биле направљене од глине, дрвета или слоноваче. Лутке су пронађене у гробовима римске деце. Као и деца данас, млађи припадници римске цивилизације би своје лутке обукли по последњој моди. У Грчкој и Риму је био обичај да дечаци када дођу у пубертет посвећују своје играчке боговима, а да девојчице своје играчке посвећују богињама када се удају.
Употреба лика да би се изгатале чини на некоме је документована у афричким, индијанским и европским културама. Примери таквих магичних уређаја укључују европску лутку и нкиси или бокио западне и централне Африке. У европској народној магији и вештичарењу лутке се користе да представљају особу на коју се бацају чини. Намера је да се све радње које се изврше на ликовима пренесу на субјекта путем симпатетичке магије. Пракса убадања иглица у вуду лутке повезана је са афроамеричком худу народном магијом. Вуду лутке нису одлика хаићанске вуду религије, али су као такве приказане у популарној култури, а стереотипне вуду лутке се продају туристима на Хаитију. Вероватно је концепт вуду лутки у популарној култури под утицајем европске лутке. Кухињска вештица је лутка пореклом из Северне Европе. Подсећа на стереотипну вештицу или старицу и приказује се у стамбеним кухињама као средство за пружање среће и одбијање злих духова.

### Индустријска ера
Све до средине 19. века, европске лутке су се претежно правиле да представљају одрасле. Лутке попут деце и каснија свеприсутна лутка за бебе појавиле су се тек око 1850. године. Али, до касног 19. века, лутке беба и детињства су заузеле тржиште. Отприлике 1920. године, лутке за бебе су обично биле направљене од композиције са платненим телом. Осликана је коса, очи и уста. У тело је ушивена гласовна кутија која је плакала ма-ма када је лутка нагнута, дајући им име Мама лутке. Током 1923. године, 80% свих лутака продатих деци у Сједињеним Државама биле су Мама лутке.
Папирне лутке су исечене од папира, са одвојеном одећом која се обично држи на луткама преклапањем језичака. Оне су често одражавале савремене стилове, а папирне лутке балерина из 19. века биле су међу најранијим луткама славних. Лутка Ширли Темпл из 1930-их продата је милионима и била је једна од најуспешнијих лутака славних особа. Мале целулоидне лутке Кевпи, засноване на илустрацијама Роуз О'Нил, биле су популарне почетком 20. века. Мадам Алекандер је направила прву колекционарску лутку засновану на лиценцираном лику – Скарлет О'Хара из Прохујало с вихором.
Најраније модерне плишане играчке направљене су 1880. Оне се разликују од ранијих крпених лутака по томе што су направљене од плишане тканине налик крзну и обично приказују животиње, а не људе. Плишани медведићи су се први пут појавили 1902–1903.
Црне лутке су дизајниране да личе на тамнопуте особе које варирају од стереотипних до прецизнијих приказа. Крпене лутке које су правили амерички робови служиле су као играчке за децу робова. Голивог је био лик крпене лутке за децу у касном 19. веку која је била нашироко репродукована као играчка. Лутка има веома црну кожу, очи обрубљене белом, кловнове усне и коврџаву косу, и описана је као анти-црна карикатура. Ране црне лутке масовне производње биле су типично тамне верзије својих белих пандана. Најраније америчке црне лутке са реалистичним афричким цртама лица направљене су 1960-их.
Модне лутке су првенствено дизајниране да буду обучене тако да одражавају модне трендове и обично су направљене по узору на тинејџерке или одрасле жене. Најраније модне лутке биле су француске лутке од порцулана из средине 19. века. Савремене модне лутке су обично направљене од винила. Барби, из америчке компаније за играчке Мател, доминирала је тржиштем од свог почетка 1959. године. Брац је била прва лутка која је оспорила доминацију Барбие, достигавши четрдесет посто тржишта 2006. године.
Пластичне акционе фигуре, које често представљају суперхероје, првенствено се продају дечацима. Модне лутке и акционе фигуре често су део медијске франшизе која може укључивати филмове, ТВ, видео игрице и другу сродну робу. Баблхед лутке су колекционарске пластичне лутке са главама повезаним са телом опругом или куком на начин да се глава клати. Оне често приказују бејзбол играче или друге спортисте.
Такође са појавом интернета, колекционарске лутке се прилагођавају и продају или приказују на мрежи. Реборн лутке су винилне лутке које су прилагођене да личе на људску бебу са што је могуће више реализма. Често се продају на мрежи преко сајтова као што је eBay. Азијске лутке са кугличним зглобовима (BJD) су ливене од синтетичке смоле у стилу који је описан као реалистичан и под утицајем анима. Азијске BJD и азијске модне лутке као што су Палип и Блајт се често прилагођавају и фотографишу. Фотографије се размењују у онлајн заједницама.

## Лутке данас
Данашње лутке се најчешће производе од ливене пластике и винила. Толико су усавршене да некима од њих могу да се покрећу удови, а неке се и саме покрећу или изговарају неке реченице. Неке од лутака могу и да се једноставним потезима „транформишу“ у неку другу играчку. Многе лутке се данас продају уз мноштво пропратних играчака: одеће за лутку, луткине кућне љубимце, возила за њу, оружје или већ неких других, у зависности од саме лутке, као и тога коме је намењена, јер се данас и дечаци играју луткама. Најпродаванија лутка, па и играчка уопште, свих времена је Барби.